# Złota (Sandomierz)
Pour les articles homonymes, voir Złota.
Złota est une localité polonaise de la gmina de Samborzec, située dans le powiat de Sandomierz en voïvodie de Sainte-Croix.